# Waymo

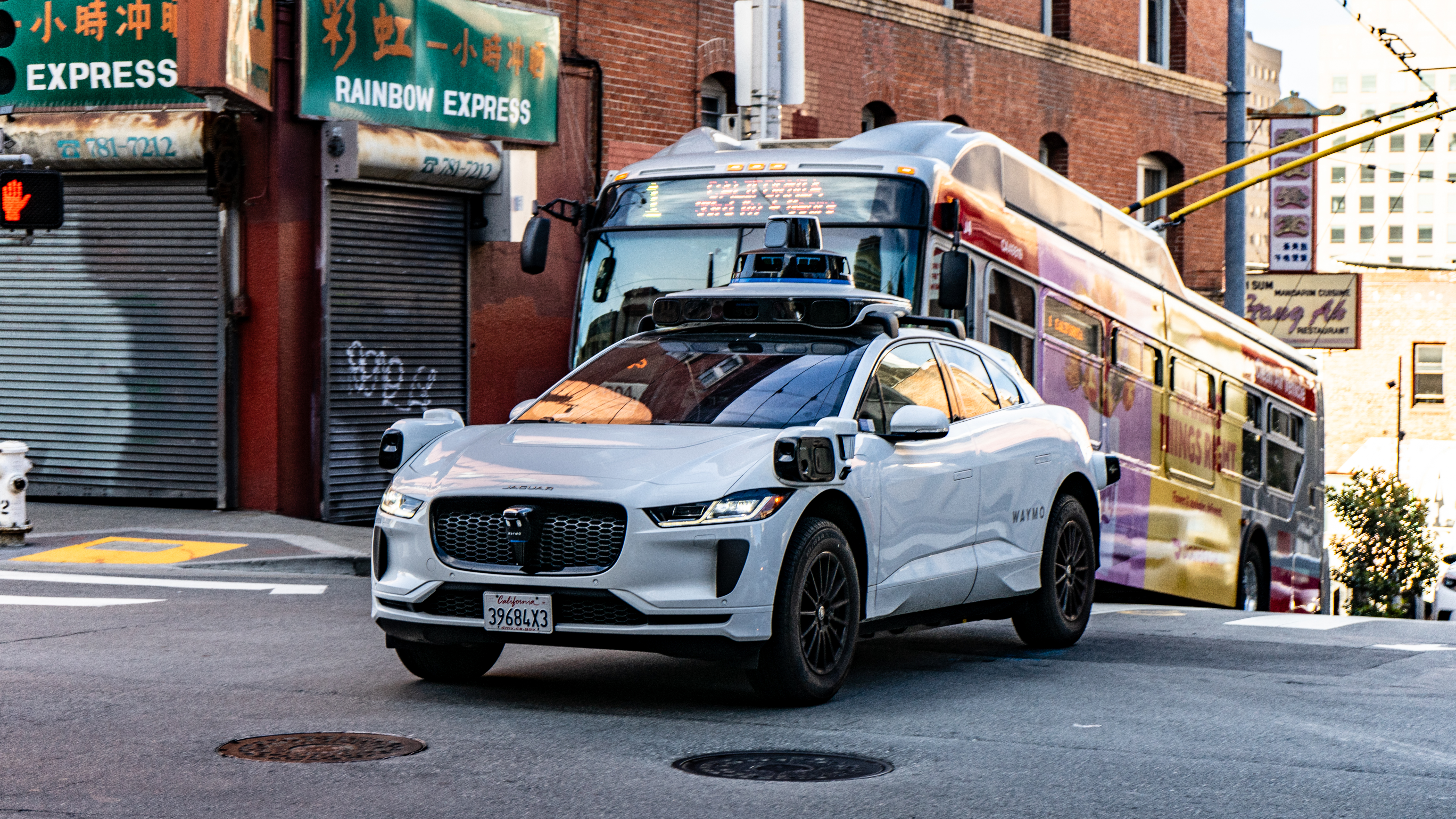
Fahrerloses Waymo Taxi in San Francisco

Waymo ist ein Unternehmen zur Entwicklung von Technologien für autonome Fahrzeuge. Waymo setzt die Arbeiten des Projekts Google Driverless Car (Googles fahrerloses Auto) des Google-Konzerns fort und wurde im Dezember 2016 als Tochtergesellschaft der aus einer Umstrukturierung von Google hervorgegangenen Alphabet Inc. gegründet. Die Systemsoftware des Autos heißt Google Chauffeur (Stand: 2014). Das Projekt wurde anfangs von Sebastian Thrun geleitet, einem ehemaligen Professor für künstliche Intelligenz an der Stanford University und Miterfinder von Google Street View. Chefingenieurin war bis 2018 Jaime Waydo.

## Geschichte

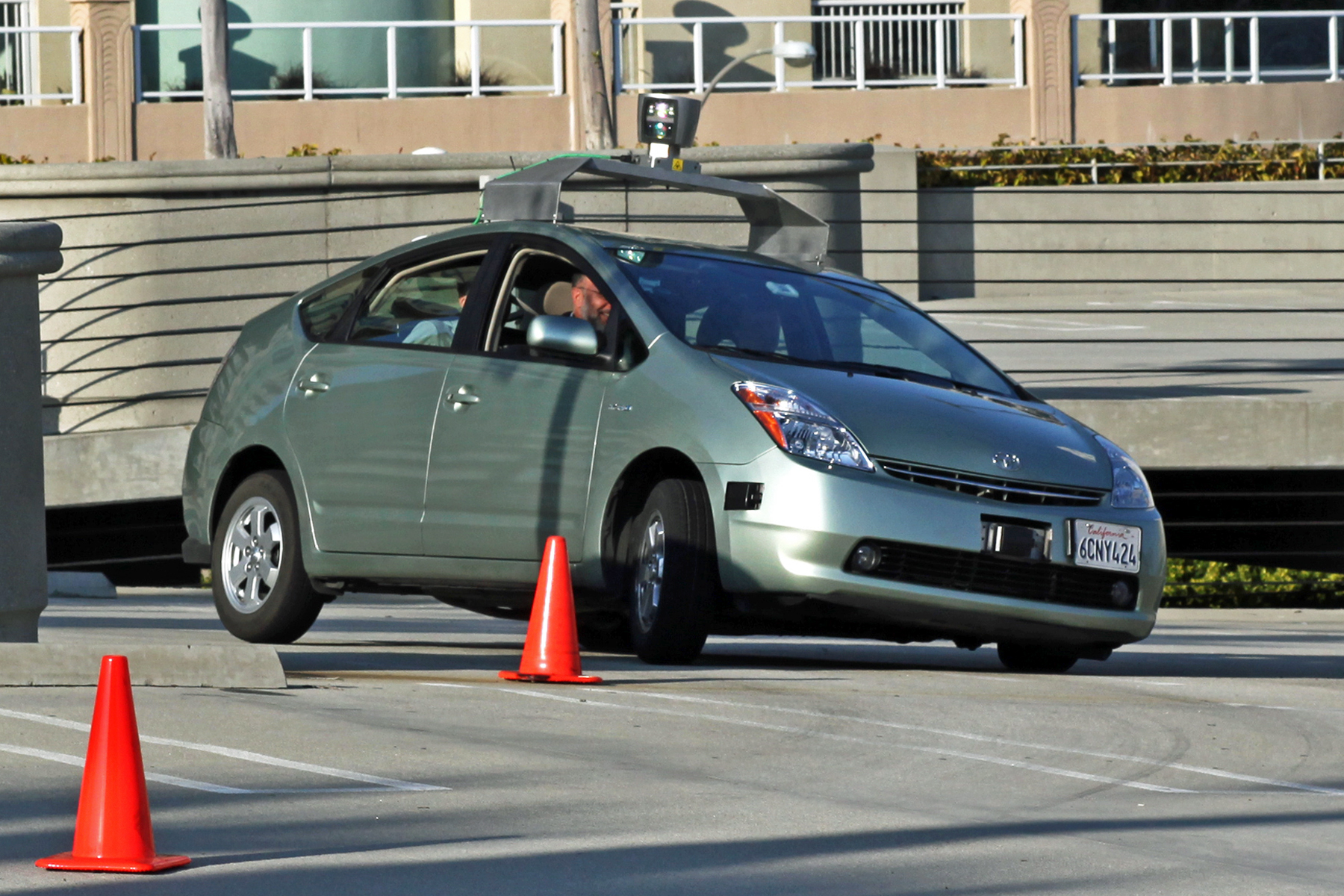
Ein zum „Google Driverless Car“ modifizierter Toyota Prius als Testfahrzeug, 2011

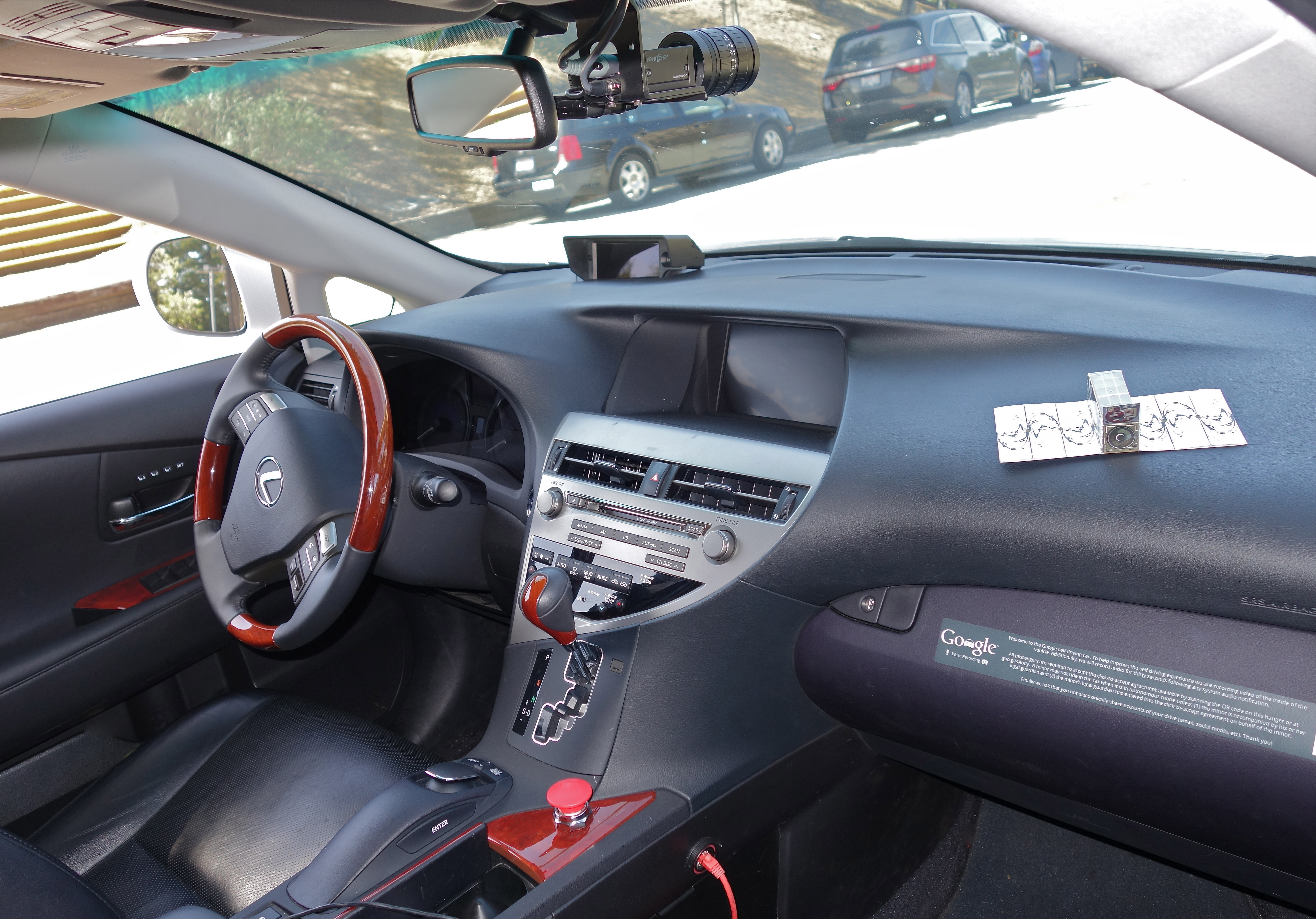
Toyota Lexus RX 450h Innenansicht, 2014

Thruns Team in Stanford entwickelte bereits das Roboterfahrzeug Stanley, das den DARPA Grand Challenge 2005 gewann und den Preis von 2 Mio. USD des amerikanischen Verteidigungsministeriums erhielt.
Im Dezember 2011 wurde bekannt, dass dem Internetunternehmen Google nach mehreren Jahren der Entwicklung ein US-Patent für die Technik zum Betrieb von autonomen Fahrzeugen gewährt wurde. Googles Testflotte hatte nach Aussage des Unternehmens zu diesem Zeitpunkt bereits ca. 257.000 km unter begrenzter Einwirkung des Fahrers sowie mehr als 1600 km ohne Fahrerbeteiligung zurückgelegt.
Im Mai 2012 erhielt Google die erste Zulassung eines autonomen Fahrzeugs in den USA. Die Zulassung war für den Test auf öffentlichen Straßen des US-Bundesstaates Nevada. Bedingung war jedoch, dass sich eine Person hinter dem Steuer befindet, die notfalls eingreifen kann. Das Google Roboter-Auto soll aber bereits im Dezember 2013 sicherer gefahren sein als ein menschlicher Autofahrer.
Im Mai 2014 stellte Google sein Roboterauto erstmals einer Gruppe von Journalisten vor, die im Vergleich zwischen menschlichem Fahrer und selbstfahrendem System keinen Unterschied im Fahrverhalten mehr feststellten. Google erklärte jedoch, dass das Fahren bei Regen und Schnee nach wie vor Probleme bereite.
Als Start für den Massenmarkt hatte Google-Mitgründer Sergey Brin 2012 das Jahr 2017 genannt, 2014 verschob der Chef des Projekts, Chris Urmson, einen Massenmarkt-Start auf zwischen 2017 und 2020.
Über lange Zeit versuchte Google für sein laufend an Modellen von Toyota (Lexus), Honda, Audi und VW weiterentwickeltes Technologiepaket Google Driverless Car einen passenden Autohersteller zu finden und favorisierte hierfür Tesla Motors.
Ab Mai 2014 begann Google, 100 eigene Elektro-Testfahrzeuge zu bauen und erste Prototypen dieses neuen Fahrzeugtyps ohne Lenkrad, Bremse und Gaspedal mit körperlich bedürftigen und anderen interessierten Personen zu testen.
Ende 2014 stellte Google einen voll funktionsfähigen Prototyp vor, der auf eine Höchstgeschwindigkeit von 40 km/h begrenzt ist, um auf kostspielige Sicherheitsmerkmale wie Airbags zu verzichten.
Im Mai 2015 präsentierte Google eine Unfallbilanz. Google hatte nach eigenen Angaben mehr als 20 Fahrzeuge im Einsatz. Diese hatten in den vergangenen sechs Jahren mehr als 2,7 Millionen Kilometer zurückgelegt, davon gut 1,5 Millionen Kilometer computergesteuert. Während dieser Zeit sei das Google-Auto in elf Unfälle verwickelt gewesen: An keinem der Unfälle sei das selbststeuernde Auto schuld gewesen, bei keinem Unfall wurde ein Mensch verletzt.
Im Februar 2016 räumte Google erstmals eine Mitschuld bei einem Unfall ein, bei dem es keine Verletzten gab.
Ab Mitte 2016 arbeitete Google mit Fiat Chrysler zusammen und nutzte Chrysler Pacifica Plug-In Hybride als neue Plattform. Im Jahr 2023 wurde bekannt, dass die Flotte vorerst komplett auf den vollelektrischen Jaguar I-Pace umgestellt wird.

## Waymo
Im Dezember 2016 gab Alphabet bekannt, die Entwicklung der Technik für selbstfahrende Autos in eine eigenständige Tochterfirma Waymo auszulagern.
Im Mai 2017 wurde bekannt, dass Waymo mit dem Fahrtenvermittler Lyft bei der Entwicklung und dem Vertrieb selbstfahrender Autos zusammenarbeitet.
Nach einer Meldung vom Juni 2017 wurde die Arbeit am selbstentwickelten Google-Car mit Elektroantrieb gestoppt.
Im März 2018 wurde eine Kooperation mit Jaguar Land Rover verkündet. Dabei sollen in den nächsten Jahren 20.000 Jaguar I-Pace mit Waymo-Technik
bis zu einer Million Fahrten täglich absolvieren.
Am 5. Dezember 2018 wurde der kommerzielle Dienst Waymo One gestartet, der jedoch zunächst ebenso auf einzelne Personen des sogenannten Early Rider Programs limitiert ist.
Im März 2020 wurde offiziell der Dienst Waymo Via gestartet, für den Waymo nach eigenen Angaben 2,25 Milliarden US-Dollar von einer Gruppe von Investoren gesammelt hat.
Im Oktober 2024 schloss Waymo eine von Alphabet angeführte Finanzierungsrunde in Höhe von 5,6 Milliarden Dollar ab, um seine Robotaxi-Dienste auszubauen, wodurch sich das eingesammelte Investorenkapital auf über 11 Milliarden Dollar erhöhte.

### Testfahrten

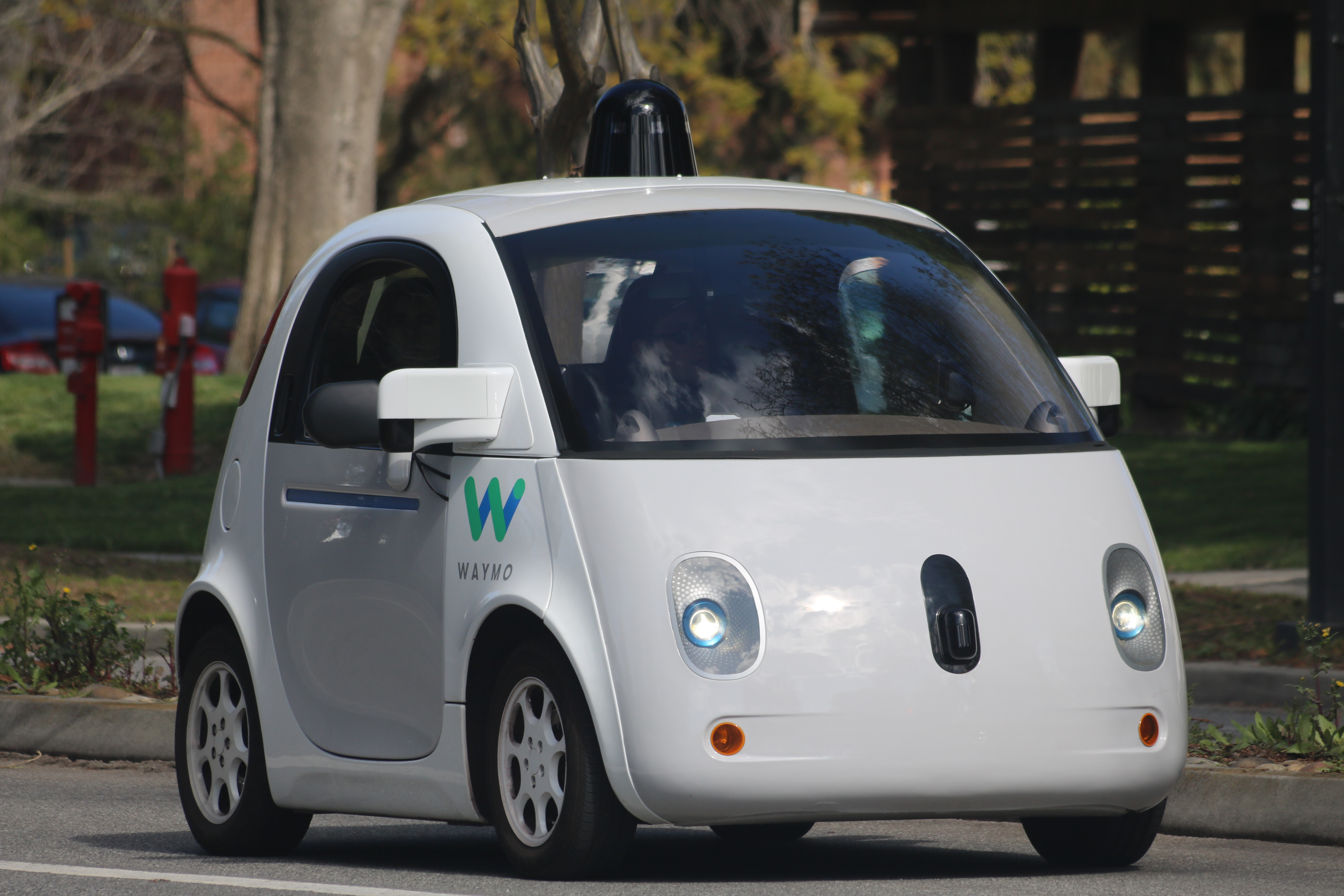
Autonomes Auto von Google, 2017

Bis Mai 2015 legten die 20 Roboter-Fahrzeuge etwa 16.000 Kilometer pro Woche eigenständig zurück.
Google gab am 15. Mai 2015 bekannt, dass die selbstfahrenden Fahrzeuge ab dem Sommer desselben Jahres die Teststrecke verlassen und bekannte Strecken in Mountain View (Kalifornien) befahren dürfen.
Im Herbst 2017 führte Waymo die ersten selbstfahrenden Fahrzeuge ein, die vollständig ohne menschliche Überwachung auskommen. Bisher musste zur Sicherheit immer ein Mensch auf dem Fahrersitz verfügbar sein, um im Notfall das Steuer übernehmen zu können. In der neuesten Generation der Waymo-Fahrzeuge ist dies jetzt nicht mehr notwendig. Der Fahrersitz kann unbesetzt bleiben. Allerdings werden die Fahrzeuge bisher nur in einem dünn besiedelten Vorort von Phoenix eingesetzt, der bezüglich der Komplexität des Verkehrsgeschehens eher geringe Anforderungen an das Auto stellt.

### Kommerzieller Betrieb
Im August 2023 erhielten Waymo und Cruise die Genehmigung, im Stadtgebiet von San Francisco uneingeschränkt autonome Taxifahrten ohne begleitenden Fahrer anzubieten.
Im Mai 2023 wurden die zwei getrennten Nutzungsgebiete in Phoenix verbunden, in dem ein Gebiet dazwischen dazu genommen wurde. Phoenix besitzt seitdem mit 466 Quadratkilometern und nach eigener Aussage von Waymo das größte Gebiet, in dem autonome Fahrten angeboten werden.
Die Expansion nach Los Angeles wurde im März 2025 verkündet.
Im August 2024 verkündete Waymo mit seinen Fahrzeugen 100.000 Fahrten pro Woche zu absolvieren, nachdem im Mai die Marke von 50.000 erreicht worden war. Im April 2025 waren es 250.000 Fahrten pro Woche.
Im März 2025 erweiterte Waymo seine kommerziellen Robotaxi-Dienste auf einen Großteil des Silicon Valley und Austin, Texas. Die Einführung im Silicon Valley umfasste die Orte Mountain View, Palo Alto, Los Altos und Teile von Sunnyvale. 
In Austin ist Waymo eine Partnerschaft mit Uber eingegangen, die es den Fahrern ermöglicht, die selbstfahrenden Fahrzeuge über die Uber-App anzufordern.
Waymo führte im Mai 2025 im Raum Los Angeles rund 5.000 Robotaxi-Fahrten pro Tag durch. 
Waymo erhielt im Mai 2025 die Konzession, seinen Dienst in den USA auszuweiten, und plant(e), bis 2026 3.500 Fahrzeuge im Einsatz zu haben.

### Marktchancen
Langfristig soll der Fokus auf der Bereitstellung einer Serviceleistung – zum Beispiel mit führerlosen Taxis – liegen und nicht unbedingt auf dem Verkauf von Privatfahrzeugen. Googles Risikokapital-Investitionsarm Google Ventures hatte sich hierfür bereits im August 2013 am App-basierten Taxidienst Uber mit ca. 250 Millionen Dollar (knapp 188 Mio. Euro) beteiligt. Bisher können fahrerlose Autos von Google nur auf Strecken fahren, die komplett kartiert und deren Verkehrssituationen häufig aktualisiert werden. Fehlen beispielsweise Ampeln auf den gefahrenen Strecken in der Datenbank, wird bisher (Stand: 2014) das Ampelsignal von den Autos ignoriert.

### Klage gegen Uber
Waymo warf Uber den Diebstahl von Unternehmensgeheimnissen, Patentverletzungen sowie unlauteren Wettbewerb vor, obwohl Google Ventures große Anteile an Uber besitzt.
Durch die Übernahme des jungen Unternehmens Otto soll Uber an Informationen aus Waymo-Projekten gelangt sein, da der Otto-Gründer Anthony Levandowski kurz zuvor bei Waymo angestellt war.
Danach erwarb Alphabet Inc. Firmenanteile des Uber-Konkurrenten Lyft für 1 Milliarde US-Dollar. Außergerichtlich stimmte Uber einer Vergleichszahlung von 245 Millionen US-Dollar an Waymo zu.

## Technik
Technik und Autos wurden in Kooperation u. a. mit Audi entwickelt. Ein am 28. Mai 2014 der Öffentlichkeit vorgestellter Prototyp stellte jedoch eine Eigenentwicklung von Google dar. Das Modell wird elektrisch betrieben und auf 40 km/h Höchstgeschwindigkeit begrenzt. Die Software kann derzeit keine Anweisungen von Polizisten am Straßenrand erkennen. Auch der Einsatz des Wagens bei starkem Regen oder Schneefall war nicht möglich und das Erkennen von Ampeln bei starkem Gegenlicht führte zu Schwierigkeiten.
Die Roboter-Autos von Google enthalten ca. 150.000 USD an Ausrüstung einschließlich eines 70.000 USD teuren Laserscanning-Systems (Stand: 2012) und Lidarsensoren. Das System beruhe auf selbstständigem Lernen durch Erfassung und Interpretation der Umgebung. Der am Dach angebrachte Entfernungsmesser HDL-64E ist ein Laserscanner von Velodyne mit 64 unabhängigen Laserstrahlen, mit dem das Fahrzeug eine detaillierte 3D-Karte der Umgebung erzeugen kann. Die Software gleicht die generierte Karte mit hochauflösenden Landkarten ab.
Im Juli 2024 begann Waymo mit der Erprobung seiner Robotertaxen der sechsten Generation, die auf Elektrofahrzeugen des chinesischen Automobilherstellers Zeekr basieren, die im Rahmen einer erstmals 2021 angekündigten Partnerschaft entwickelt wurden. Laut einer im April 2025 geleakten Datenschutzerklärung beabsichtigt Waymo, künftig Videodaten aus den Innenräumen der Fahrzeuge für personalisierte Werbung auszuwerten.

## Filmische Dokumentationen
- Google Driverless Car, 2014
- Google Driverless Car, 2015